# Спид, Джеймс
Джеймс Спид (род. 11 марта 1812 — 25 июня 1887) — американский юрист, политический деятель, 27-й генеральный прокурор США.

## Ранняя жизнь
Джеймс Спид родился 11 марта 1812 года в округе Джефферсон, штат Кентукки в семье судьи Джона Спида (штат Кентукки) и его второй жены Люси Гилмер Фрай. Он был дальним потомком английского картографа Джона Спида и братом Джошуа Фрая Спида. Он окончил колледж Св. Джозефа в Бардстауне, Кентукки, изучал право в Трансильванском университете и в 1833 году был принят в коллегию адвокатов Луисвилля.

## Карьера
В 1841 году Спид встретился с коллегой-юристом и будущим президентом Авраамом Линкольном, когда Линкольн останавливался в Фармингтоне, семейном доме Спид в Луисвилле, когда навещал брата Джеймса, Джошуа (с которым он подружился, пока они жили в Спрингфилде, штат Иллинойс). Во время пребывания Линкольна два юриста встречались почти ежедневно, чтобы обсудить текущие правовые вопросы. Джеймс Спид давал Линкольну книги из своей юридической библиотеки.
В отличие от своего брата Джошуа, Джеймс Спид выступал против рабства и был активным членом партии вигов. В 1847 году Спид был избран в Палату представителей Кентукки. В этот ранний период своей карьеры Спид уже агитировал за освобождение американских рабов. Однако избиратели Кентукки в большинстве своём не разделяли его взглядов и он не смог победить на выборах в качестве делегата Конституционного съезда Кентукки 1849 года.
С 1851 по 1854 год Спид входил в состав совета старейшин Луисвилля, два года являлся его председателем. Он также преподавал в качестве профессора юридического факультета Университета Луисвилля с 1856 по 1858 год. Впоследствии он вернулся в университет и преподавал в период с 1872 по 1879 год. Он был одним из основателей юридической фирмы Stites & Harbison.
В декабре 1864 года президент СЩА Авраам Линкольн назначил его генеральным прокурором США. После убийства Линкольна Спид стал всё больше ассоциироваться с радикальными республиканцами и выступал за то, чтобы позволить афроамериканцам-мужчинам голосовать на выборах. Разочаровавшись во всё более консервативной политике бывшего президента-демократа Эндрю Джонсона, Спид ушёл из кабинета министров в июле 1866 года и возобновил юридическую практику.
Спид был делегатом съезда Национального союза в Филадельфии в 1866 году. На съезде делегатов Спида выбрали его председателем съезда. Однако расовые взгляды Спида были непопулярны в Кентукки. После ухода на пенсию в связи с проблемами со здоровьем союзника президента Джонсона сенатор Джеймса Гатри (юниониста и бывшего рабовладелеца) Спид в 1867 года пытался стать сенатором США от Кентукки. Однако вместо него избиратели выбрали демократа Томаса Маккрири.
В 1868 году Спид баллотировался от республиканской партии на пост вице-президента США, но вместо него на съезде был выбран Шайлер Колфакс. Спид также баллотировался в качестве представителя США от 5-го округа Кентукки в 1870 году, чтобы сменить демократа Аса Гровера, который был обвинён в нелояльности, но был реабилитирован и закончил свой единственный срок. Однако избиратели вместо него выбрали демократа Бойда Винчестера на эту должность. В 1872 году Спид стал делегатом республиканского национального собрания от штата Кентукки.
Он был избран в состав военного ордена лояльного легиона США в знак признания его службы Союзу во время Гражданской войны.

## Смерть и наследие
Спид умер в Луисвилле в 1887 году и был похоронен на кладбище Кейв-Хилл. Поместье его семьи в Фармингтоне в настоящее время внесено в Национальный реестр исторических мест и хотя ферма значительно уменьшилась в размерах, дом был отреставрирован и стал местом проведения местных мероприятий и центром событий живой истории.